# 1801년 토머스 제퍼슨 대통령 취임식
토머스 제퍼슨의 제3대 미국 대통령 취임식은 1801년 3월 4일 수요일에 열렸다. 이 취임식은 토머스 제퍼슨의 첫 4년 임기 대통령직과 에런 버의 유일한 4년 임기 부통령직의 시작을 알렸다. 제퍼슨은 대법원 대법원장 존 마셜에 의해 취임 선서를 했다.

## 배경
제퍼슨은 존 애덤스 대통령 밑에서 미국의 두 번째 부통령이었고, 1800년 대통령 선거에서 민주공화당원으로 존 애덤스와 맞섰으며, 선거 관리자는 에런 버였다. 당시에는 1위가 대통령이 되고 2위가 부통령이 되었다. 버와 제퍼슨은 선거인단에서 동점을 이루어, 선택권이 하원으로 넘어갔고, 그곳에서 알렉산더 해밀턴이 36번째 투표에서 제퍼슨에게 표가 쏠리도록 도왔다.

## 취임식
워싱턴 D.C.는 취임식이 처음으로 열린 도시였고, 정오의 기온은 화씨 55도(13°C)로 추정되는 온화한 날이었다. 그날 아침 의사당 언덕의 포병대가 새벽을 알리는 포성을 발사했고, 신문 역사상 처음으로 제퍼슨은 자신의 연설문을 내셔널 인텔리젠서에 제공하여 연설 직후 출판 및 배포될 수 있도록 했다. 그의 연설 주제는 치열하게 당파적으로 나뉘었던 선거 이후의 화합이었다.
제퍼슨은 국회의사당 남쪽에 있는 콘래드 & 맥먼 기숙사에 머물고 있었고, 오전 10시경 알렉산드리아 소총병대가 뉴저지 애비뉴와 C 스트리트 교차점으로 행진했다. 한 기자의 말에 따르면 "어떤 특정 직위 표시도 없는 평범한 시민" 차림을 한 제퍼슨은 마차를 타는 대신 걸어서 취임식장에 간 최초의 대통령이 되었으며, 정오경 일부 의원, 워싱턴 특별구 보안관, 그리고 알렉산드리아 (버지니아주)에서 온 군 장교들과 함께 출발했다. 그는 미국 국회의사당의 상원 의원 회의실에서 1,721단어의 연설을 했고, 그 후 취임 선서를 했으며, 이는 존 마셜 대법원장이 주관했다. 마셜은 평화로운 권력 이양에 감명을 받았고 마가렛 베이어드 스미스가 이를 미국 정치사에서 독특하게 조화로운 순간으로 찬미하도록 영감을 주었다.
이후 표준 관행이 될 것이지만, 해병대 군악대가 처음으로 취임식에서 연주했다.
퇴임하는 존 애덤스 대통령은 선거 패배와 아들 찰스 애덤스의 알코올 중독으로 인한 사망으로 상심하여 취임식에 참석하지 않았다. 그는 새벽 4시에 볼티모어행 초기 공공 역마차를 타고 대통령 관저를 떠났다. 이는 퇴임하는 대통령이 후임자의 취임식에 참석하지 않은 첫 사례였다.

## 같이 보기
- 토머스 제퍼슨 행정부
- 1805년 토머스 제퍼슨 대통령 취임식
- 1800년 미국 대통령 선거
- 미국 우표에 등장한 미국 대통령, 토머스 제퍼슨